# Stichting 2454 CREW
 (août 2023).
Si vous disposez d'ouvrages ou d'articles de référence ou si vous connaissez des sites web de qualité traitant du thème abordé ici, merci de compléter l'article en donnant les références utiles à sa vérifiabilité et en les liant à la section « Notes et références ».

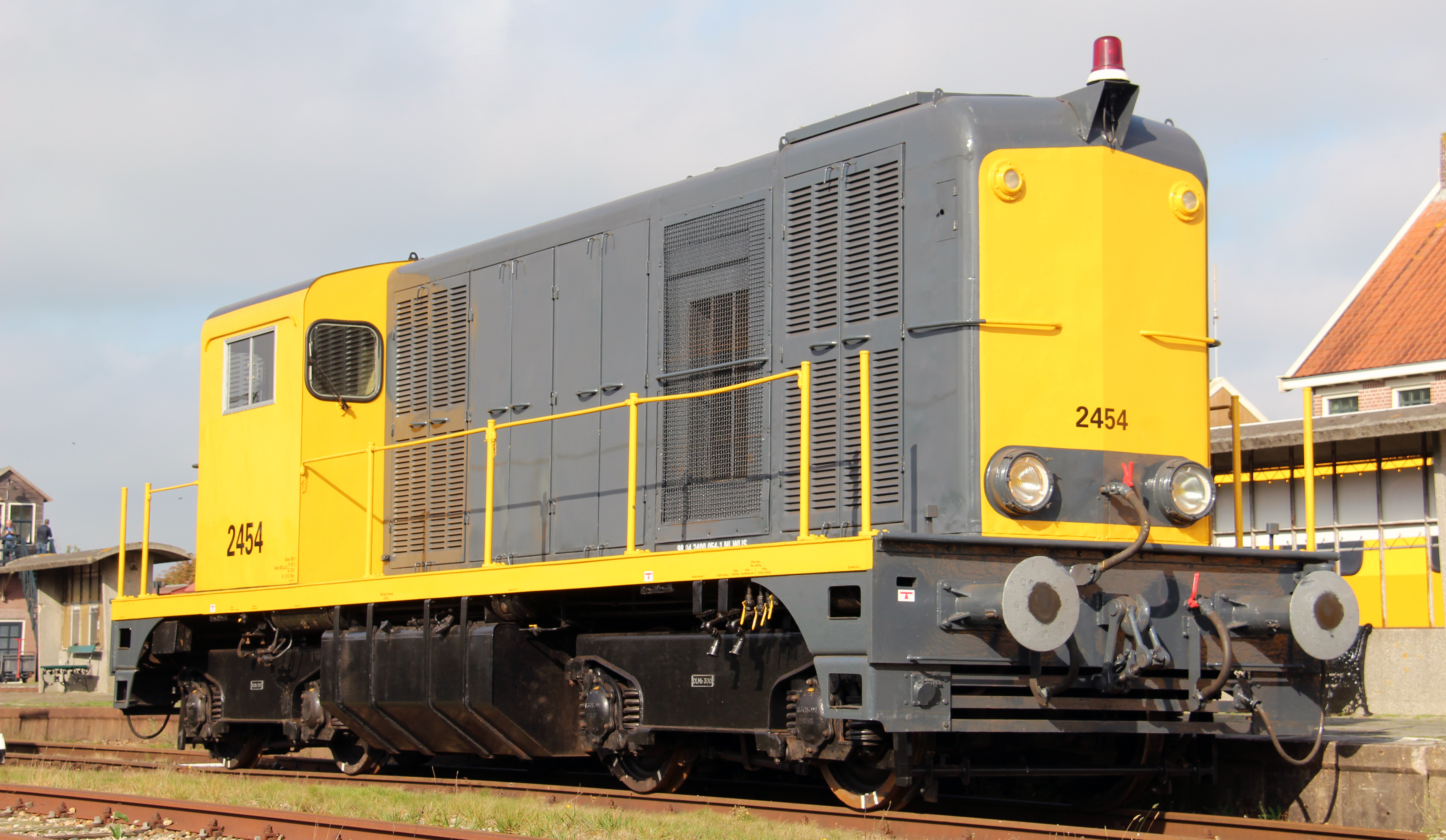
La locomotive diesel NS 2454 à Stadskanaal en 2017.

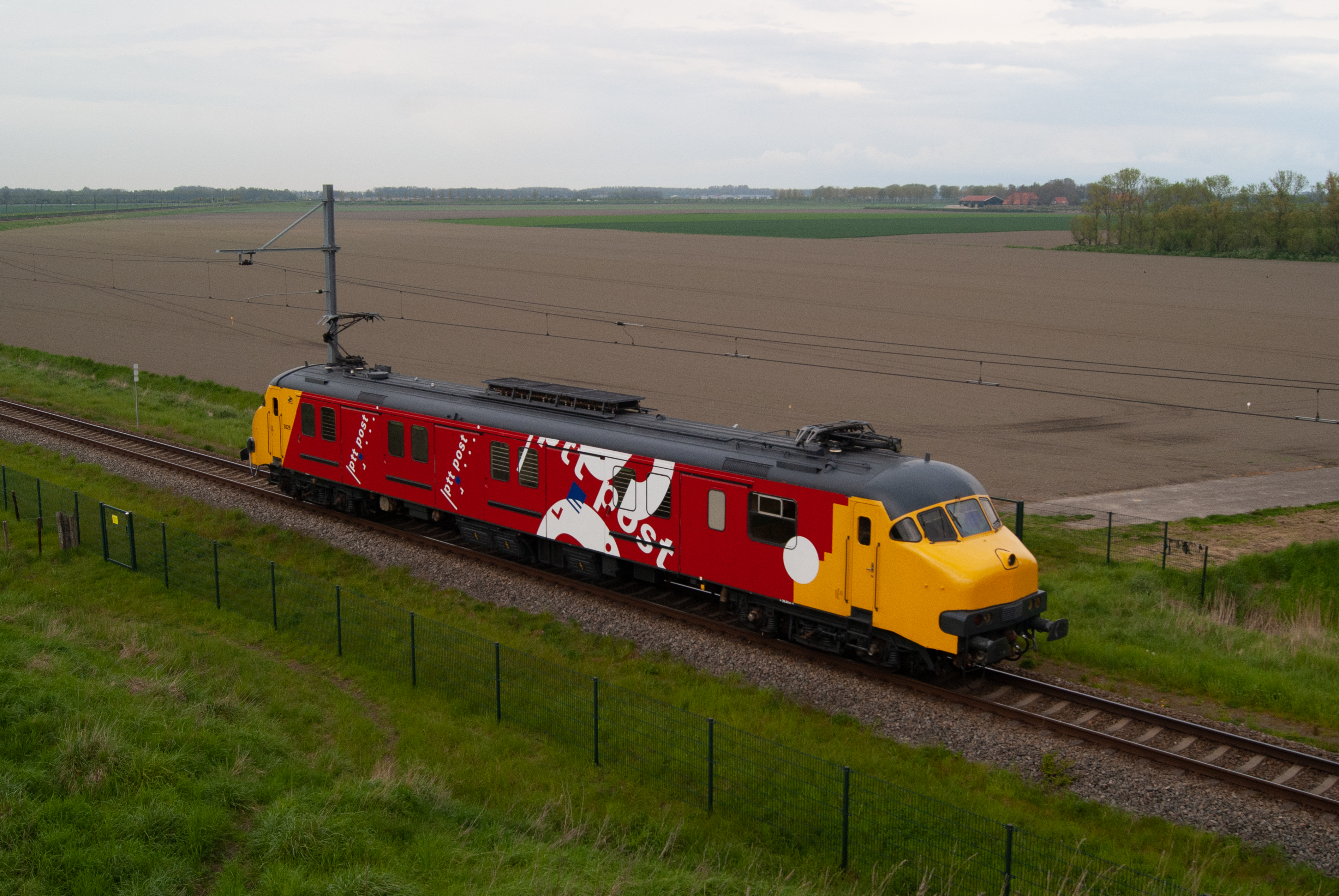
L'automotrice électrique no 3029 à Lewedorp en 2021.

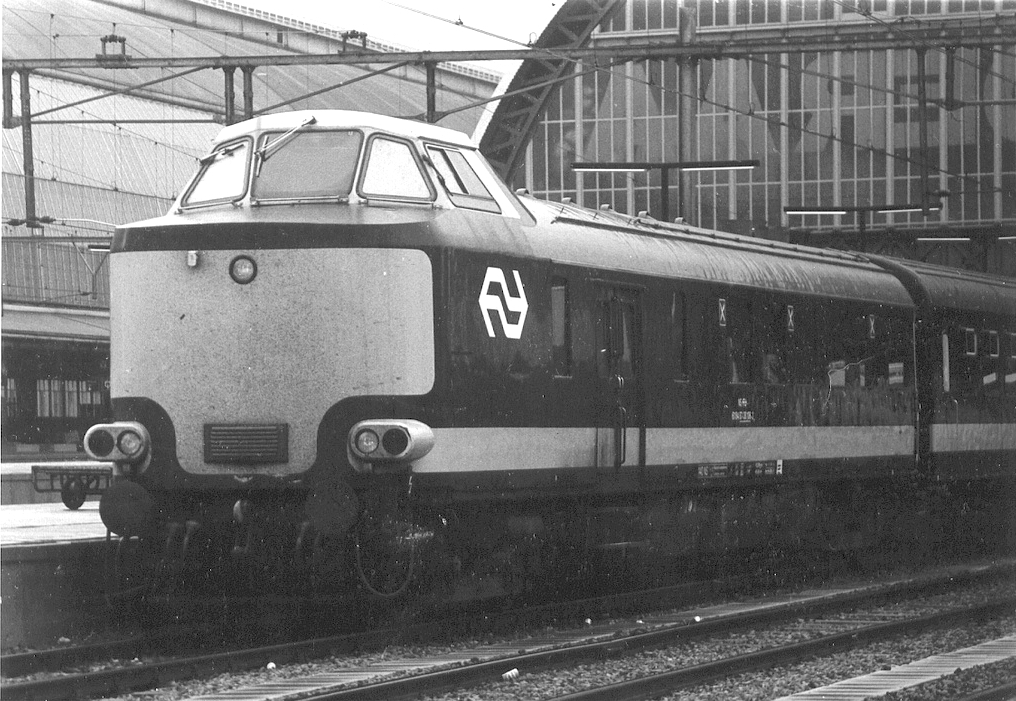
Une voiture pilote de type Plan D du train Benelux tel qu'il a servi entre 1974 et 1987.

La "Stichting 2454 CREW" (en français : Fondation de l'équipage 2454), a été créée en novembre 2019 pour la préservation de la locomotive NS 2454 et de quelques autres véhicules ferroviaire qui étaient jusque-là gérés par la défunte asbl "Vereniging tot Behoud van Spoormaterieel Haarlem" (BSH).

## Histoire
La fondation est une organisation composée de bénévoles qui gère et préserve des engins ferroviaires historiques néerlandais.
Officiellement inscrite au registre de la Chambre de Commerce depuis 2019 sous le numéro 76331547. La fondation bénéficie du statut ANSI depuis 2022.
Le matériels de la fondation est visible régulièrement sur le réseau ferré néerlandais et peu être loué à des fins diverses!.
La fondation dispose de 2 locomotives diesel, 2 locotracteurs diesel, 2 autorails électriques, 2 automotrices électriques  ainsi que quelques voitures à voyageurs et wagons.
La fondation est née d'un groupe de bénévoles enthousiastes qui ont d'abord restaurée la locomotive diesel NS 2454 (achetée en 2016).
Lors de la révision de cette locomotive le noms 2454 CREW a été imaginé et est donc devenu le noms officiel de la fondation.

## Les collections
La liste suivante n'est pas exhaustive et devra être complétée ou actualisée au fil du temps (dernière actualisation en novembre 2024) :

### Locomotives et locotracteurs diesel
| Photo | Matricule                                        | Constructeur et date                             | État actuel                                            | Origine et informations techniques |
| ----- | ------------------------------------------------ | ------------------------------------------------ | ------------------------------------------------------ | --- |
|       | NS 2454 dite "Niels" (homonyme de l'association) | Alstom, 1954                                     | Opérationnelle (depuis 2017).                          | - 12 m, 60 t, vitesse maximum : 80 km/h. - Numéro UIC : 98 84 2400 054-1 NL-CREW                                                                       |
|       | NS 2296 (ex-2368)                                | Constructeur inconnu, 1957                       | Hors service (en attente d'une restauration complète). | - 14 m, 72 t, vitesse maximum : 100 km/h. - Acquise auprès de la "Stichting Erfgoed Hengelo" le 1er décembre 2022.                                     |
|       | NS no 662                                        | The English Electric Compagny (Angleterre), 1956 | Hors service (en attente d'une restauration complète). | - 9 m, 47 t, vitesse maximum : 37 km/h. - Acquise au près de la "Stichting Spooverleden Drachten" en octobre 2023.                                     |
|       | Locotracteur NS no 232 (Barbiche/Cranesik)       | Werkspoor (Amsterdam), 1935                      | Opérationnel                                           | - 9 m, 21 t, vitesse maximum : 65 km/h. - Acquis auprès du "BSH" en 2020. - Les locotracteurs 232 & 246 sont utilisées pour les manœuvre à Roosendaal. |
|       | Locotracteur NS no 246 (Cranesik)                | Werkspoor (Amsterdam), 1935                      | Opérationnel                                           | - 9 m, 21 t, vitesse maximum : 65 km/h. - Les locotracteurs 232 & 246 sont utilisées pour les manœuvre à Roosendaal.                                   |
|       | Locotracteur NS no 276 (Barbiche/Cranesik)       | Werkspoor (Amsterdam), 1936                      | Opérationnel                                           | - 7 m, 23 t, vitesse maximum : 65 km/h. - Acquis à Fairtrains en 2021. - Ce locotracteur est utilisé pour les manœuvres à Amersfoort.                  |

### Automotrices électriques
| Photo | Matricule                     | Constructeur et date                                                  | État actuel                              | Origine et informations techniques |
| ----- | ----------------------------- | --------------------------------------------------------------------- | ---------------------------------------- | --- |
|       | NS Plan U no 115              | Constructeur inconnu, 1960.                                           | Hors service (sert de banque d'organes). | - Reprise de la "Stichting DE-III". - 74,5 m, 137 t, vitesse maximum : 130 km/h. |
|       | NS Plan U no 151              | Constructeur inconnu, 1963                                            | Opérationnelle (depuis juin 2020).       | - Acquise auprès de la Stichting Historisch Dieselmaterieel. - 24 places en 1er classe et 168 en 2e classe. - 74,5 m, 137 t, vitesse maximum : 130 km/h.                                                            |
|       | NS Mat '64 no 904             | Constructeur inconnu, 1974                                            | Opérationnelle                           | - Officiellement repris de la "Stichting Mat64" le 1er janvier 2022. - 150 places assises. - 52 m, 88 t, vitesse maximum : 140 km/h.                                                                                |
|       | NS Mat '24 mC9002 dite "Jaap" | Fabrique Royale de voitures et de wagons J.J. Beijnes (Haarlem), 1924 | Opérationnelle                           | - Acquise auprès de la "Werkgroep Jaap" en 2021. - 88 places assises. - 19 m, 66 t, vitesse maximum : 100 km/h. - Elle se trouve au Museumstoomtram Hoorn-Medemblik depuis mai 2023.                                |
|       | NS Plan mP no 3029            | Werkspoor, 1965                                                       | Opérationnelle                           | - Cette automotrice a servi de véhicule d'essai ETCS. Acquise auprès d'Eurailscout en 2020. - Elle a été remise en état de marche en 2021 et repeinte dans la livrée PTT. - 26 m, 55 t, vitesse maximum : 140 km/h. |

### Voitures à voyageurs
| Photo | Matricule                                                | Constructeur et date           | État actuel | Origine et informations techniques                            |
| ----- | -------------------------------------------------------- | ------------------------------ | ----------- | ------------------------------------------------------------- |
|       | Voiture pilote WRDk no 87.107                            | Constructeur inconnu, 1951.    |             |                                                               |
|       | Voiture de type Plan D pour le train Benelux.            | Constructeur et date inconnus. |             | - Reprise du "BSH". - 22 m, 48 t, vitesse maximum : 000 km/h. |
|       | Voiture de tourisme no 40 84 NL-CREW 959 1 575-8         | Constructeur inconnu, 1961     |             | - 15 m, 16 t, vitesse maximum : 100 km/h.                     |
|       | Voiture de tourisme no 40 84 NL-CREW 959 4 895-7         | Constructeur inconnu, 1961     |             | - 15 m, 16 t, vitesse maximum : 100 km/h.                     |
|       | Voiture de tourisme no 40 84 959 4 886-6                 | Constructeur inconnu, 1961     |             | - 14,5 m, 13 t, vitesse maximum : 100 km/h.                   |
|       | Fourgon à bagages D6072 (voiture accidentée Steel D Ex). | Constructeur et date inconnus. |             |                                                               |

### Wagons de marchandises
| Photo | Matricule                          | Constructeur et date           | État actuel | Origine et informations techniques |
| ----- | ---------------------------------- | ------------------------------ | ----------- | ---------------------------------- |
|       | Wagon couvert no 01 84 150 0 012-6 | Constructeur et date inconnus. |             |                                    |